# Urodus cyanombra
Urodus cyanombra is een vlinder uit de familie van de Urodidae. De wetenschappelijke naam van de soort is voor het eerst geldig gepubliceerd in 1913 door Meyrick.